# Rosenska Pokalen
Rosenska Pokalen/Svenska Fotbollspokalen var en kortlivad svensk fotbollsturnering spelad mellan 1899 och 1903. Turneringen var känd som Rosenska Pokalen mellan 1899 och 1902, och som Svenska Fotbollspokalen 1903, när den spelades två gånger, en gång på hösten och en gång på våren. Mästerskapet slogs ihop med svenska mästerskapet 1904.

## Tidigare vinnare
| Säsong  | Segrare        | Tvåa           |
| ------- | -------------- | -------------- |
| 1899    | Gefle IF (1)   | AIK            |
| 1900    | Gefle IF (2)   | AIK            |
| 1901    | Ingen vinnare  |                |
| 1902    | Gefle IF (3)   | Djurgårdens IF |
| 1903 I  | Örgryte IS (1) | Ingen tvåa     |
| 1903 II | Örgryte IS (2) | IFK Stockholm  |

## Cupsegrare
| Titlar | Klubb      |
| ------ | ---------- |
| 3      | Gefle IF   |
| 2      | Örgryte IS |

### Fotnoter
1. ↑  Jimmy Lindahl (23 mars 2003). ”Svenska mästare i fotboll 1896-1925”. Bolletinen. http://www.bolletinen.se/sfs/allsvenskan/sm1896.pdf. Läst 10 oktober 2011.